# Wyker Dampfschiffs-Reederei Föhr-Amrum

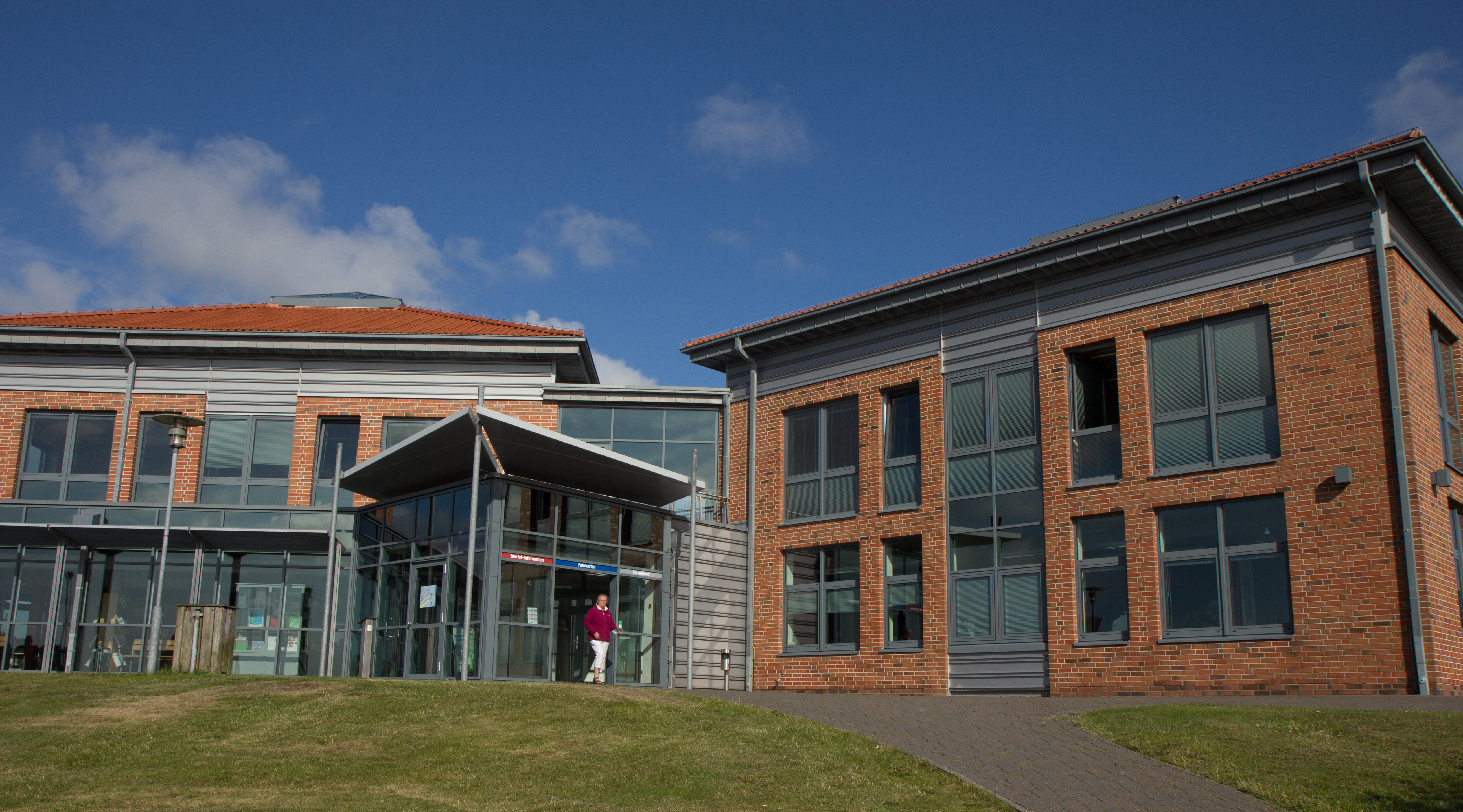
Die Zentrale der W.D.R. in Wyk

Die Wyker Dampfschiffs-Reederei Föhr-Amrum GmbH, kurz W.D.R., ist eine Reederei, die die nordfriesischen Inseln Föhr und Amrum mit dem Festlandhafen Dagebüll sowie die Halligen Hooge und Langeneß mit dem Festlandhafen Schlüttsiel durch einen regelmäßigen und ganzjährigen Linienverkehr verbindet. Auf den Fährschiffen werden hauptsächlich Personen, Fahrzeuge aller Größen und bis zum 30. September 2020 Stückgut in eigener Regie befördert. Die Fährlinien stellen die wesentliche Lebensader der Inseln und Halligen dar.
Außerdem betreibt die W.D.R. als Verkehrsunternehmen den öffentlichen Busverkehr auf den Inseln Föhr und Amrum.

## Geschichte

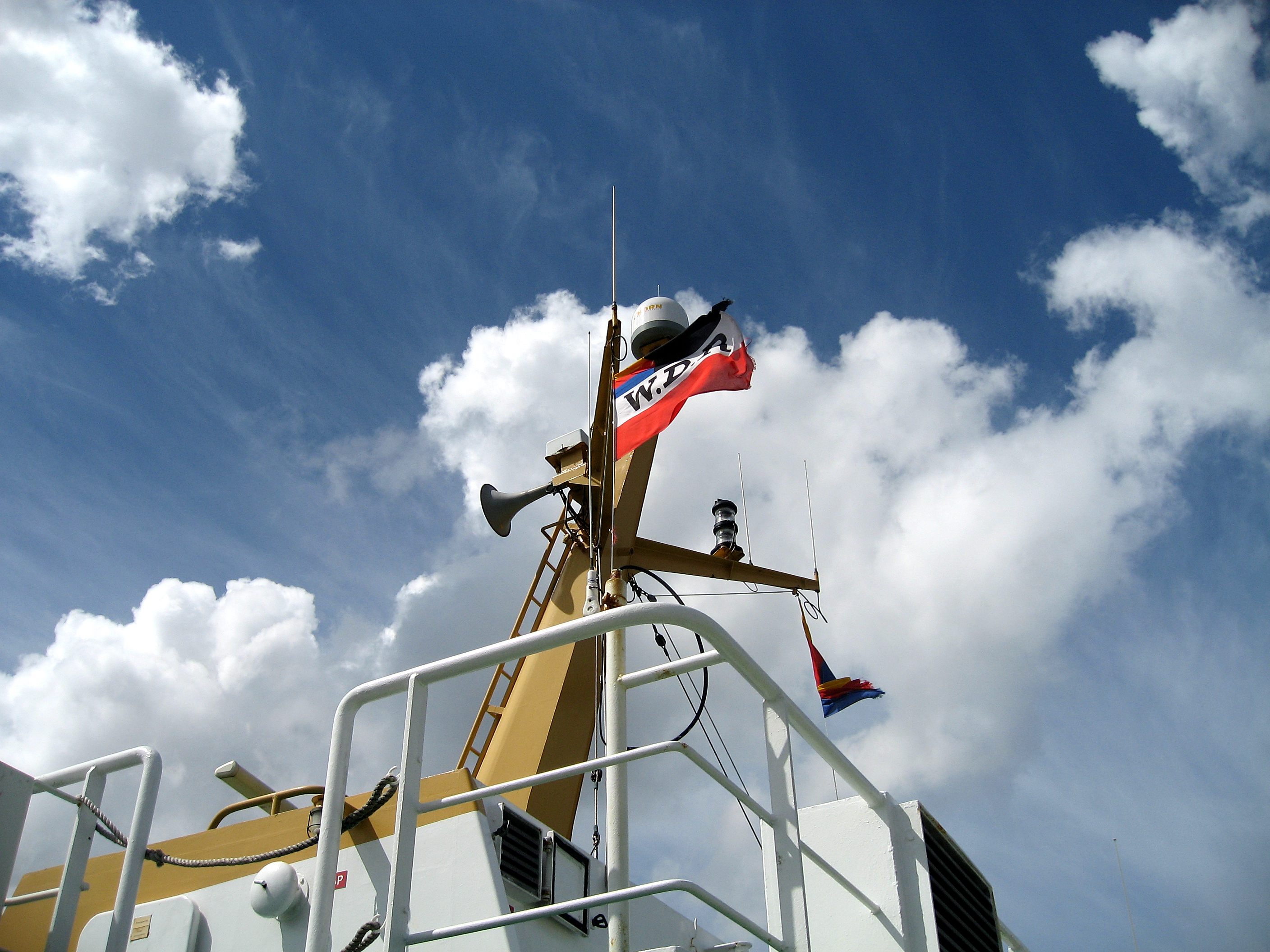
Flagge der W.D.R. auf einer der Inselfähren

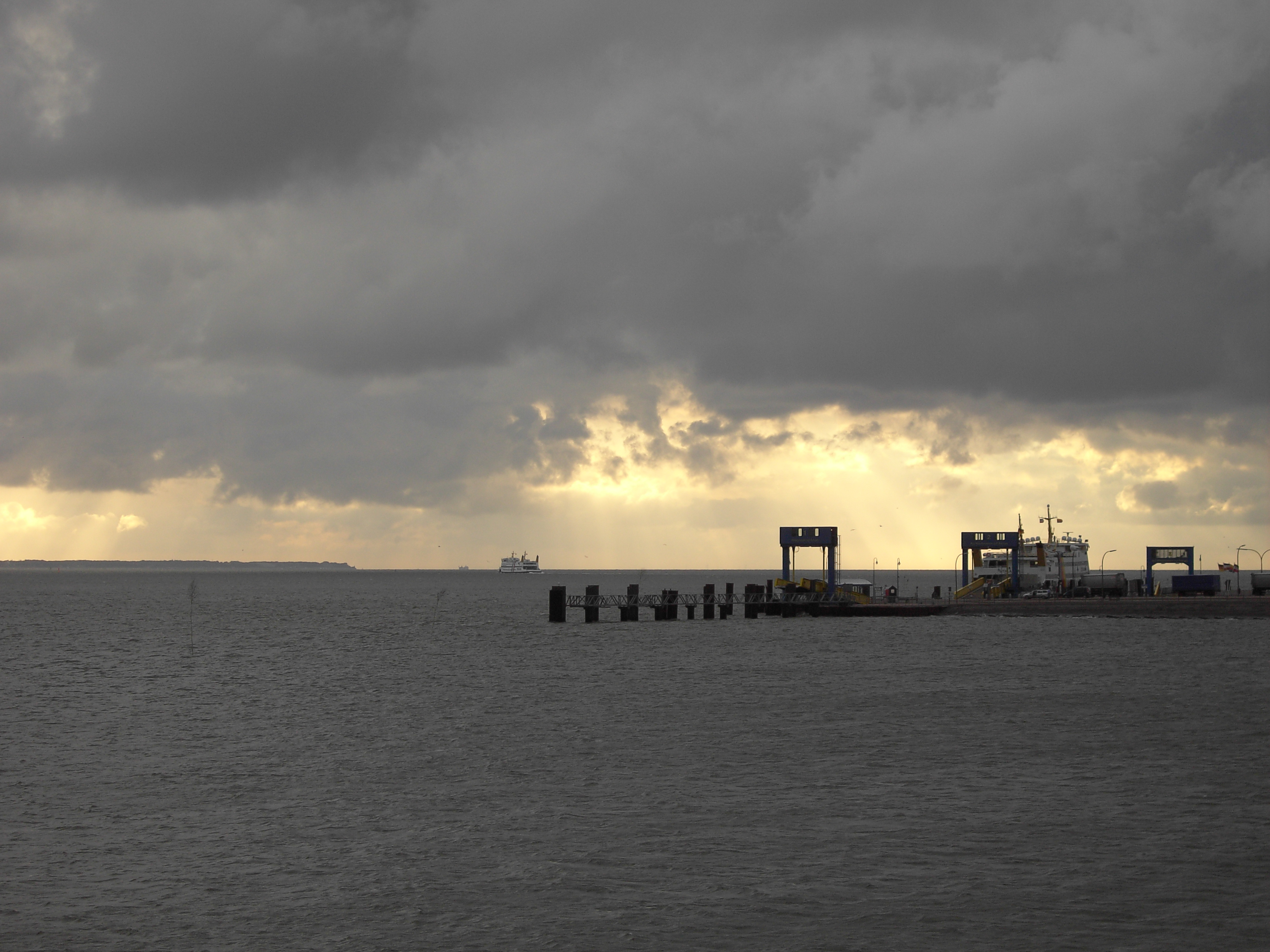
Fähranleger in Wittdün mit W.D.R.-Fähre, im Hintergrund zwei weitere W.D.R.-Fähren und Föhr

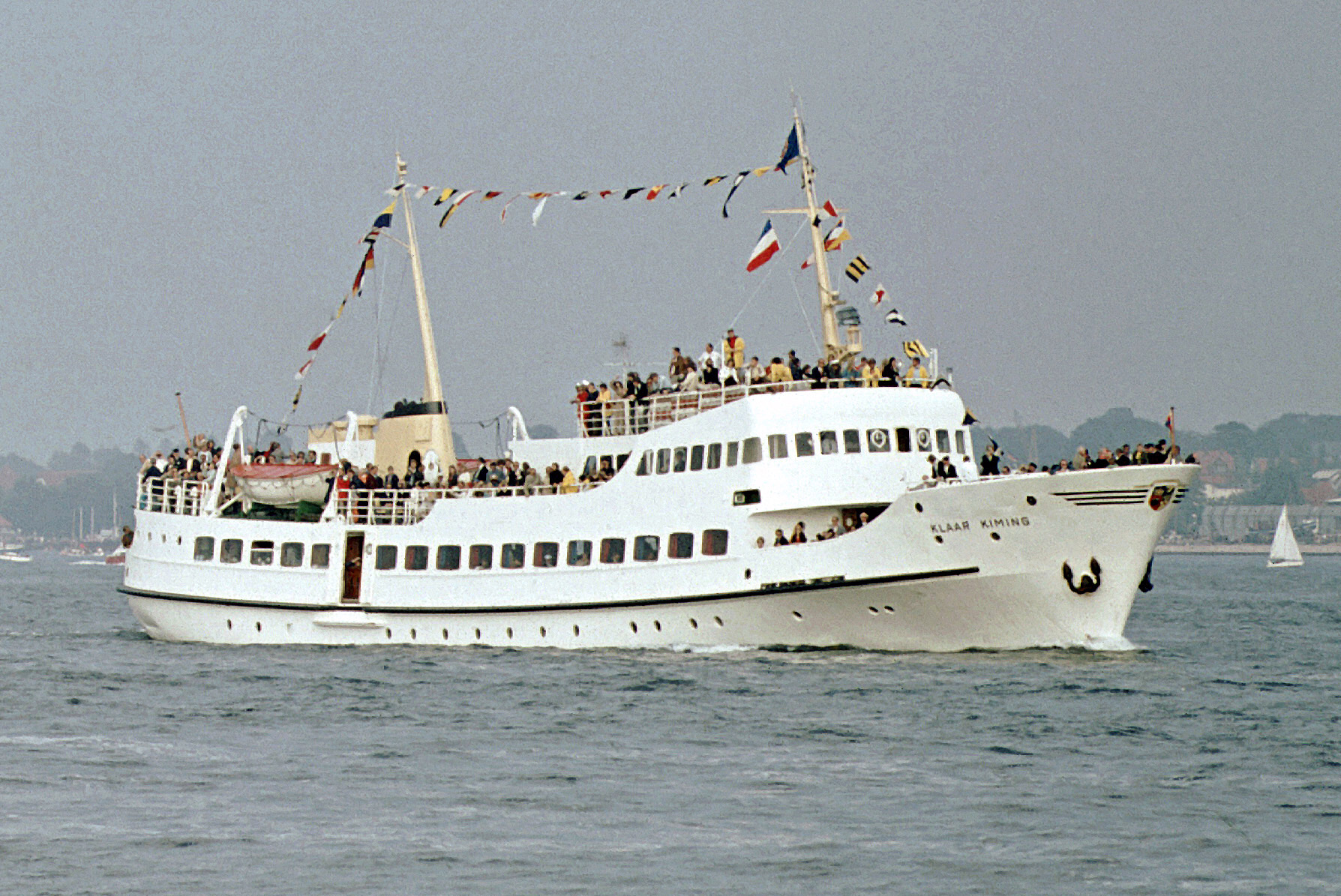
Die 1964 gebaute Klaar Kiming

Seit 1662 ist ein regelmäßiger Fährverkehr zwischen dem nordfriesischen Festland und Föhr nachgewiesen. Ab den 1830er Jahren stieg die Anzahl der Fahrgäste durch den Ausbau Wyks zum Seebad. Ab 1872 führte die Wyker Fährgenossenschaft den Fährbetrieb zwischen Wyk und Dagebüll mit dem Dampfschiff Föhr et Dagebüll durch. Der Bedarf wuchs weiter, so dass Anfang 1885 33 Wyker Bürger unter der Leitung von Steffen-Heinrich Boetius die Wyker Rhederei Gesellschaft gründeten, eine Partenreederei. Ziel war die Indienststellung eines modernen Fährschiffes, das von Wyk aus Munkmarsch auf Sylt, den Festlandshafen Dagebüll sowie Amrum bedienen sollte. 1886 stellte die Reederei die Nordfriesland I in Betrieb. Zwei Konkurrenten, die Wyker Fährgenossenschaft und die Föhrer Dampfschiffahrts-Gesellschaft wurden noch in den 1880er Jahren übernommen bzw. liquidiert, so dass die Reederei auf Föhr Monopolist war. Amrum wurde hingegen bis 1971 auch von anderen Fährgesellschaften angelaufen. Am 12. Mai 1894 wurde die Partenreederei in eine GmbH umgewandelt und als Wyker Dampfschiffs-Rhederei-Gesellschaft m.b.H. beim Amtsgericht Wyk auf Föhr eingetragen. 1895 wurde die Kleinbahn Niebüll–Dagebüll als Schmalspurbahn eingeweiht. Dadurch gewann der Festlandshafen Dagebüll an Bedeutung. 1908 nahm die Dampffähre Föhr-Amrum mit 211 BRT und maximal 470 Passagieren ihren Dienst auf. Während des Ersten Weltkriegs sanken die Umsätze; die Stadt Wyk kaufte 1918 75 Prozent der Gesellschaft.
Im Juni 1927 ging die Nordfriesland III in Betrieb. Sie maß 285 BRT, war knapp 40 Meter lang und 7,8 Meter breit. Die Höchstgeschwindigkeit betrug elf Knoten. Die Nordfriesland III fasste bis zu 740 Passagiere und war das erste Schiff der W.D.R., das Kraftfahrzeuge transportieren konnte, anfangs allerdings nur eines. Die Verladung der Autos erfolgte über schmale Holzbohlen. Im Jahr davor war die Bahnstrecke nach Niebüll auf Normalspur umgespurt worden, so dass deren Leistungsfähigkeit ebenfalls erhöht war. Grund für diese Maßnahmen war die Konkurrenz zur Insel Sylt, die 1927 über den Hindenburgdamm mit dem Festland verbunden worden war.
Im Zweiten Weltkrieg gab es erneut einen deutlichen Rückgang der Verkehrsleistungen. Mehrmals wurden Fähren aus der Luft angegriffen. Am 10. Juli 1944 starben elf Menschen bei der Bombardierung der Kapitäne Christiansen. Die meisten Fährfahrten wurden im Schutz der Dunkelheit unternommen. In der Nachkriegszeit stiegen die Passagierzahlen an. Ab 1952 richtete die W.D.R. von Hörnum, Wyk, Wittdün und Dagebüll in der Sommersaison Ausflugsverkehr nach Helgoland ein, nachdem es wieder Teil des deutschen Hoheitsgebiets geworden war. Weitere Ausflugsfahrten wurden von Föhr oder Amrum aus unter anderem mit der Rüm Hart (I) und Rüm Hart (II), der Klaar Kiming, der Stadt Husum und der Störtebeker angeboten. Etwa 1960 übernahm die W.D.R. den Busverkehr auf Föhr und Amrum.
Die Hafenanlagen wurden regelmäßig erweitert und modernisiert, die Flotte wurde in kurzen Abständen erneuert. Dabei wurden immer größere Schiffe gekauft, um mehr Pkw transportieren zu können. Bis 1995 wurden alle Autofähren der W.D.R. bei der Husumer Schiffswerft gebaut. Am 30. Juni 1962 erhielt die W.D.R. mit der Pidder Lyng I ihr erstes RoRo-Fährschiff. Es war 41,6 Meter lang und fasste 200 Passagiere und 36 Pkw. 1963 wurde die Nordfriesland III außer Dienst gestellt. 1971 übernahm die W.D.R. die Amrumer Schiffahrts-AG (ASAG) mit dem 1968 gebauten Fährschiff Amrum und der Stadt Husum. Damit kam die „Halliglinie“, die den Festlandshafen Schlüttsiel mit den Halligen Hooge und Langeneß und den Amrumer Häfen Wittdün und Steenodde verband, zur W.D.R. Ebenfalls 1971 wurde zwischen Dagebüll, Wyk und Wittdün der tideunabhängige Verkehr eingeführt. 1986 wurde mit der Uthlande ein W.D.R.-Fährschiff in der Werft verlängert, um seine Kapazität zu erhöhen, 1987 folgte die Nordfriesland V.
1992 war das bisherige Rekordjahr der W.D.R., als kurz nach der deutschen Wiedervereinigung rund 2,25 Millionen Passagiere die Fähren nutzten. 1995 erwarb die W.D.R. die Mehrheit der Anteile des Landes Schleswig-Holstein an der Nordfriesischen Verkehrsbetriebe AG (NVAG), die die Bahnstrecke von Dagebüll nach Niebüll betrieb. Die Beteiligung wurde 2000 im Zuge der Konzentration der W.D.R. auf das eigene Kerngeschäft an ein norddeutsches Nahverkehrskonsortium weiterverkauft. Die NVAG meldete 2003 Insolvenz an und firmiert heute unter dem Namen neg als Tochtergesellschaft der CFL (luxemburgische Staatsbahn).

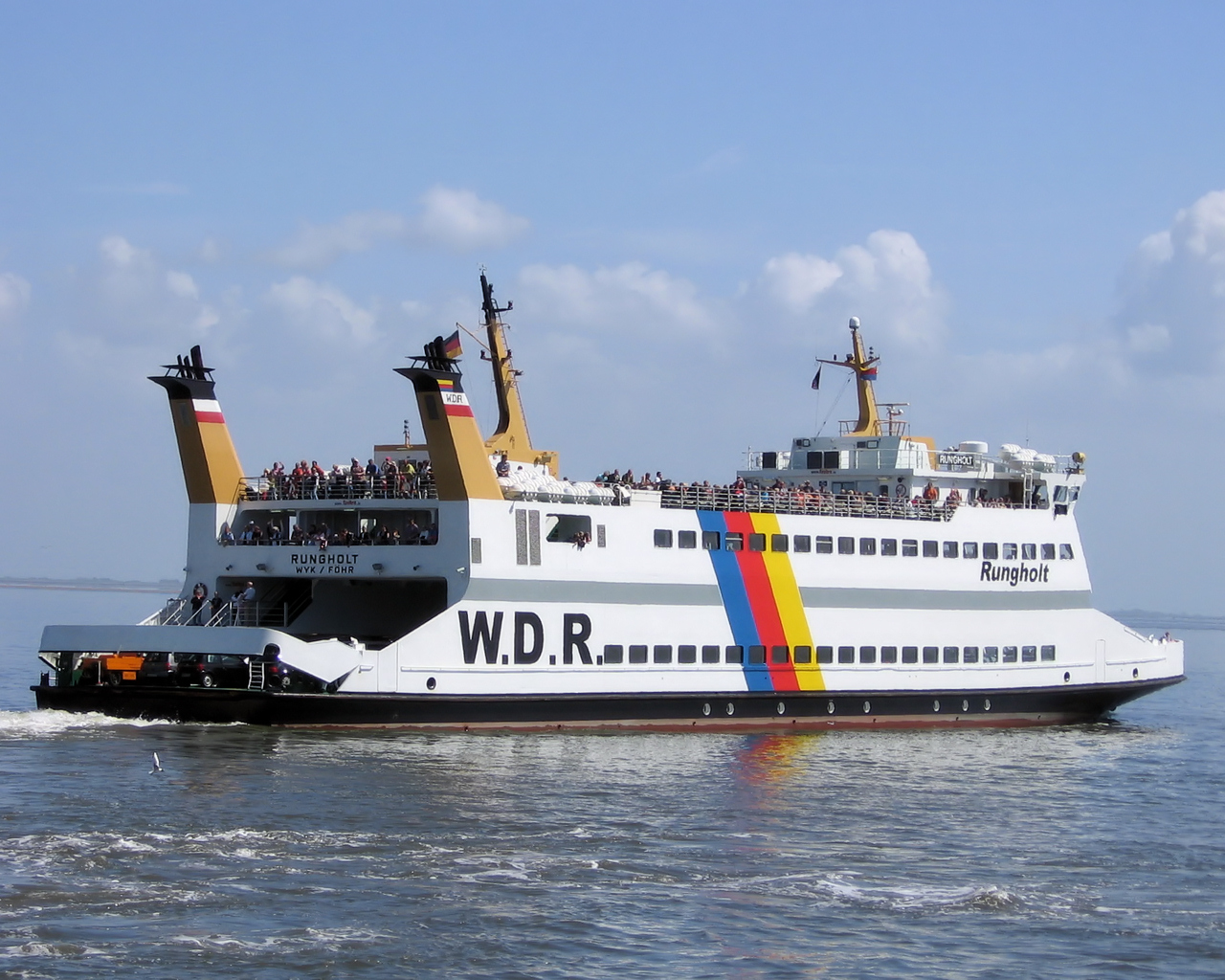
Die 1992 in Dienst gestellte Rungholt nach dem Auslaufen aus Wyk

Die „Halliglinie“ wurde gekürzt, so dass Steenodde nicht mehr angelaufen wurde. Die Amrum war bis 1991 im Einsatz und wurde an die Weiße Flotte Stralsund verkauft, die sie als Vitte im Verkehr zur Insel Hiddensee verwendet. Sie wurde durch die Hilligenlei II ersetzt, die den großen W.D.R.-Fähren ähnelte und 2002 von der noch kleineren Hilligenlei I (heute Hilligenlei) abgelöst wurde. Von 1999 bis 2006 war die W.D.R. Miteigentümerin des Highspeed Catamaran CAT No. 1, der im Helgoland-Verkehr eingesetzt wurde. 2002 führte die W.D.R. zum vorerst letzten Mal mit der Pidder Lyng II Ausflugsfahrten nach Helgoland durch. Sie wurde an die Adler-Schiffe verkauft und fuhr in deren Auftrag 2006 erneut im Helgolandverkehr. 2009 wurde die Busflotte von 14 auf acht Busse verringert und der Gelegenheitsverkehr auf Föhr aufgegeben.
2010 wurde mit der Uthlande erstmals eine Doppelendfähre in Betrieb genommen. Sie hat nur 1,85 m maximalen Tiefgang und eine größere Kapazität (bis zu 1200 Passagiere und 75 PKW) als die bisherigen Fähren. Sie wurde auf der Sietas-Werft in Hamburg gebaut. Ende 2011 nahm mit der Schleswig-Holstein ein weitgehend baugleiches Schiff den Dienst auf, das von der Neptun-Werft in Rostock gebaut worden war.
Beide Fährschiffe erhielten 2012 das Umweltzeichen Blauer Engel für umweltfreundliches Schiffsdesign. Im Fährdienst der Reederei fährt seit Jahrzehnten kein einziges Schiff mit dem in der Hochseeschifffahrt fast ausschließlich genutzten Schweröl, obwohl dies technisch möglich und deutlich kostengünstiger wäre. Die W.D.R. verwendet stattdessen einen deutlich teureren, heizölähnlichen Dieselkraftstoff. Damit erfüllte die W.D.R. bereits vor der Zeit Abgasnormen, die gemäß Beschluss der International Maritime Organization (IMO) bis 2020 schrittweise in Kraft getreten sind.
Mit der Indienststellung der Uthlande im Jahr 2010 stellten die Betreiber der Häfen Dagebüll, Wyk auf Föhr und Wittdün auf Amrum in Abstimmung mit der W.D.R. das Beladungssystem auf die Trennung des Fußgänger- und Fahrzeugverkehrs um. Zu diesem Zweck wurde zeitgleich in jedem der drei Häfen neben einer Fährbrücke jeweils ein überdachter Fußgänger-Seiteneinstieg errichtet. Dies ermöglicht den Passagieren den direkten Zugang zu den Salondecks aller W.D.R.-Fährschiffe. Auf den drei Doppelendfähren konnte auf Grund dieser Systemumstellung eine fünfte Fahrzeugspur eingerichtet werden; unter anderem deswegen erhöhte sich die RoRo-Kapazität der neuen Schiffe gegenüber der Vorgängergeneration um rund 40 %. Ein zweiter Fußgängerseiteneinstieg befindet sich derzeit in Wyk auf Föhr im Bau und in Dagebüll in Planung (Stand März 2019).
Mit dem Verkauf der Rüm Hart im Jahr 2014 endete vorerst die Ära der W.D.R.-Ausflugsschiffe.
Im November 2015 wurde eine dritte Doppelendfähre für die W.D.R. bestellt, erneut bei der Neptun-Werft in Rostock. Am 16. Dezember 2016 fand die Kiellegung statt. Die Fähre hat die gleichen Abmessungen wie die Schleswig-Holstein und ist nach denselben Standards wie diese konzipiert. Das Fahrzeugdeck hat erstmals vier Lkw-Spuren, die Fähre hat eine Kapazität von rund 1200 Personen. Das Schiff erhielt den Namen Norderaue und ersetzte die Rungholt. Das Schiff wurde am 19. April 2018 abgeliefert und im Frühjahr 2018 in Betrieb genommen.
Ende 2017 wurde ein Katamaran bei TB Shipyards Harlingen (Niederlande) bestellt. Das Schiff wurde im Mai 2019 abgeliefert und fährt als Adler Rüm Hart in Charter der Reederei Adler-Schiffe.
Mit dem Ende des Sommerfahrplans 2018 wurde letztmals Amrum von der Halliglinie bedient, nachdem zuletzt drei Fahrten pro Woche angeboten worden waren.

## Gegenwart

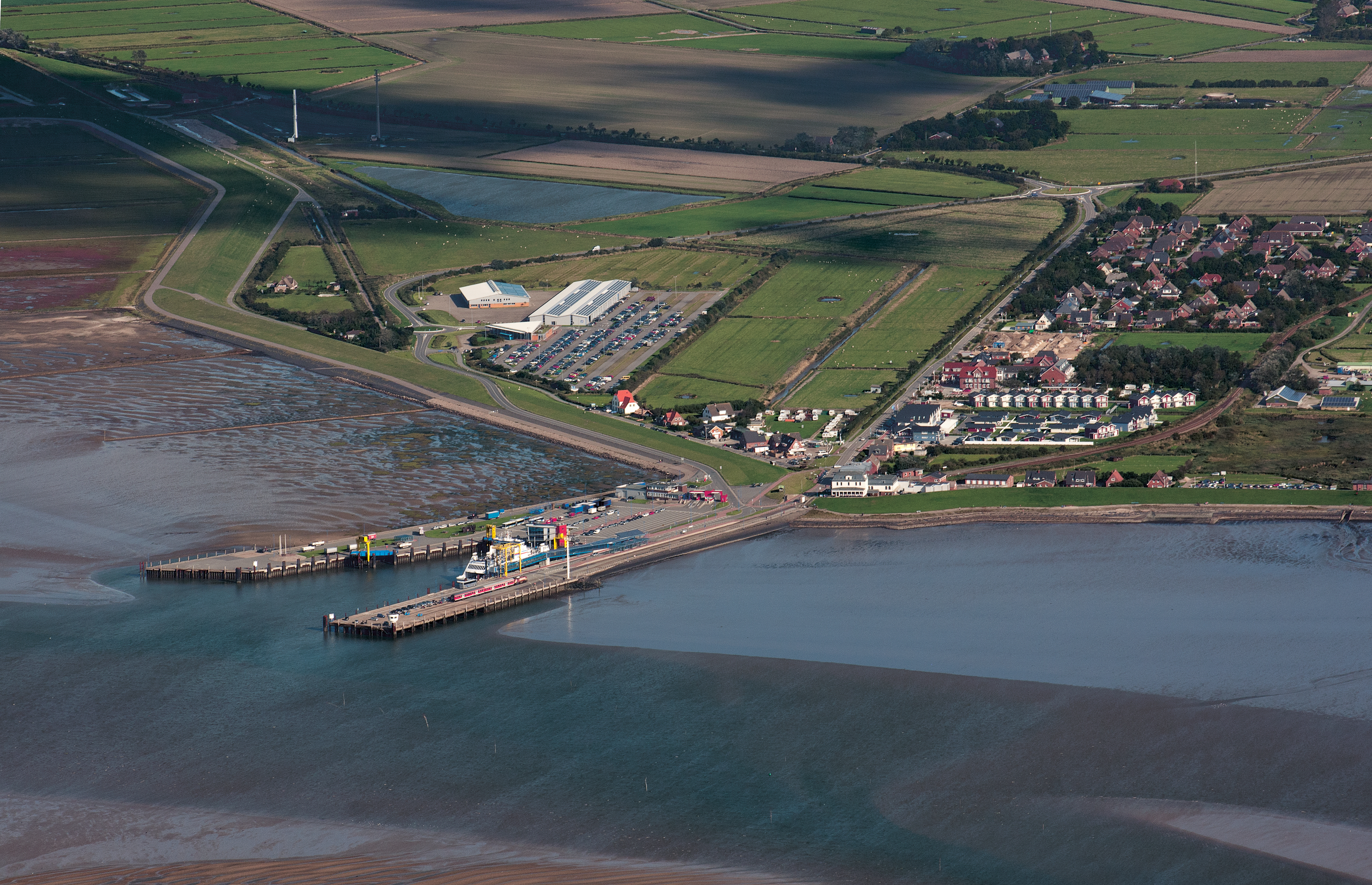
Dagebüll Hafen

Die Wyker Dampfschiffs-Reederei Föhr-Amrum befindet sich im Besitz von rund 315 Gesellschaftern, eine für die Gesellschaftsform einer GmbH ungewöhnliche Anzahl (Stand 2025). Größte Einzelgesellschafter sind die AG Reederei Norden-Frisia mit rund 39 % und die Stadt Wyk auf Föhr mit rund 32 %. Die W.D.R. ist ihrerseits maßgeblich an der Inselparkplatz Dagebüll GmbH, der Neuen Pellwormer Dampfschiffahrts-GmbH, der AG Reederei Norden-Frisia sowie anderen Unternehmen in der Region beteiligt. Geschäftsführer ist der Schifffahrtskaufmann Axel Meynköhn.
Die W.D.R. hatte im Jahr 2025 etwa 160 Beschäftigte. Pro Jahr befördern die Fähren rund 1,8 Millionen Fahrgäste, 280.000 Pkw und 30.000 Lastkraftwagen. Rund 22.000 Fahrgäste nutzen den Ausflugsverkehr der W.D.R. Die sieben Busse des Typs Mercedes-Benz Citaro werden im Linienverkehr eingesetzt und befördern jährlich rund 790.000 Fahrgäste.
Die W.D.R. arbeitet in allen Bereichen, auch den defizitären wie der Halligversorgung und dem Busverkehr, ausschließlich eigenwirtschaftlich, also ohne Zuschüsse der öffentlichen Hand.
Die Reederei erreichte mit der Einführung der Doppelendfähren und der Fußgängerzuführungen zu den Schiffen eine verbesserte Barrierefreiheit für Gehbehinderte und erhielt dafür vom Sozialverband Deutschland ein Gütesiegel.

### Routen und Fahrtgebiete
Folgende Routen werden im Linienverkehr betrieben:
- Föhr-Amrum-Linie[6] Dagebüll–Wyk auf Föhr–Wittdün (Amrum)
  - Dagebüll–Wyk (Fahrtzeit rund 50 Minuten)
  - Dagebüll–Wittdün (Fahrtzeit rund 90 Minuten, über Föhr rund 120 Minuten)
  - Wyk–Wittdün (Fahrtzeit rund 60 Minuten)

- Halliglinie[6] Schlüttsiel–Hooge–Langeneß
  - Schlüttsiel–Hooge (Fahrtzeit rund 60 Minuten)
  - Schlüttsiel–Langeneß (Fahrtzeit rund 90 Minuten, über Hooge)

Föhr wird im Sommerhalbjahr planmäßig rund dreizehn Mal täglich angelaufen, Amrum rund sieben Mal, teilweise auch direkt, also nicht über Föhr. Dazu kommen bei Bedarf Sonderfahrten. Im Winterhalbjahr verkehren die Fähren etwas seltener. Die Halliglinie wird im Sommerhalbjahr zwei Mal täglich von Schlüttsiel bis Hooge und Langeneß befahren. Im Winterhalbjahr wird die Halliglinie an zwei Tagen pro Woche gar nicht bedient.
Im Gegensatz zu einigen anderen Nordseeinseln wie Juist, Spiekeroog und Wangerooge ist es auf Grund der Wasserverhältnisse im Seegebiet zwischen den nordfriesischen Inseln und Halligen und dem Festland nahezu unmöglich, jederzeit, auch bei mittlerem Niedrigwasser, einen tideunabhängigen Fährverkehr mit festen Abfahrtszeiten durchzuführen. Beeinträchtigungen des tideunabhängigen Fahrplans treten insbesondere auf bei Niedrigwasser in Verbindung mit starken und anhaltenden Ostwindlagen. Sehr flache Stellen, die von Zeit zu Zeit ausgebaggert werden müssen, befinden sich in den gekennzeichneten Fahrwassern vor Dagebüll und Wittdün. Sturmfluten können bei Hochwasser eine Überflutung der Fährmolen zur Folge haben. In dieser Situation ist zwar die Fährschifffahrt noch möglich, aber nicht die Be- und Entladung der Schiffe in den Häfen. In sehr kalten Wintern kann Eisgang zur Beeinträchtigung des Schiffsverkehrs führen.

### Busverkehr auf Föhr und Amrum

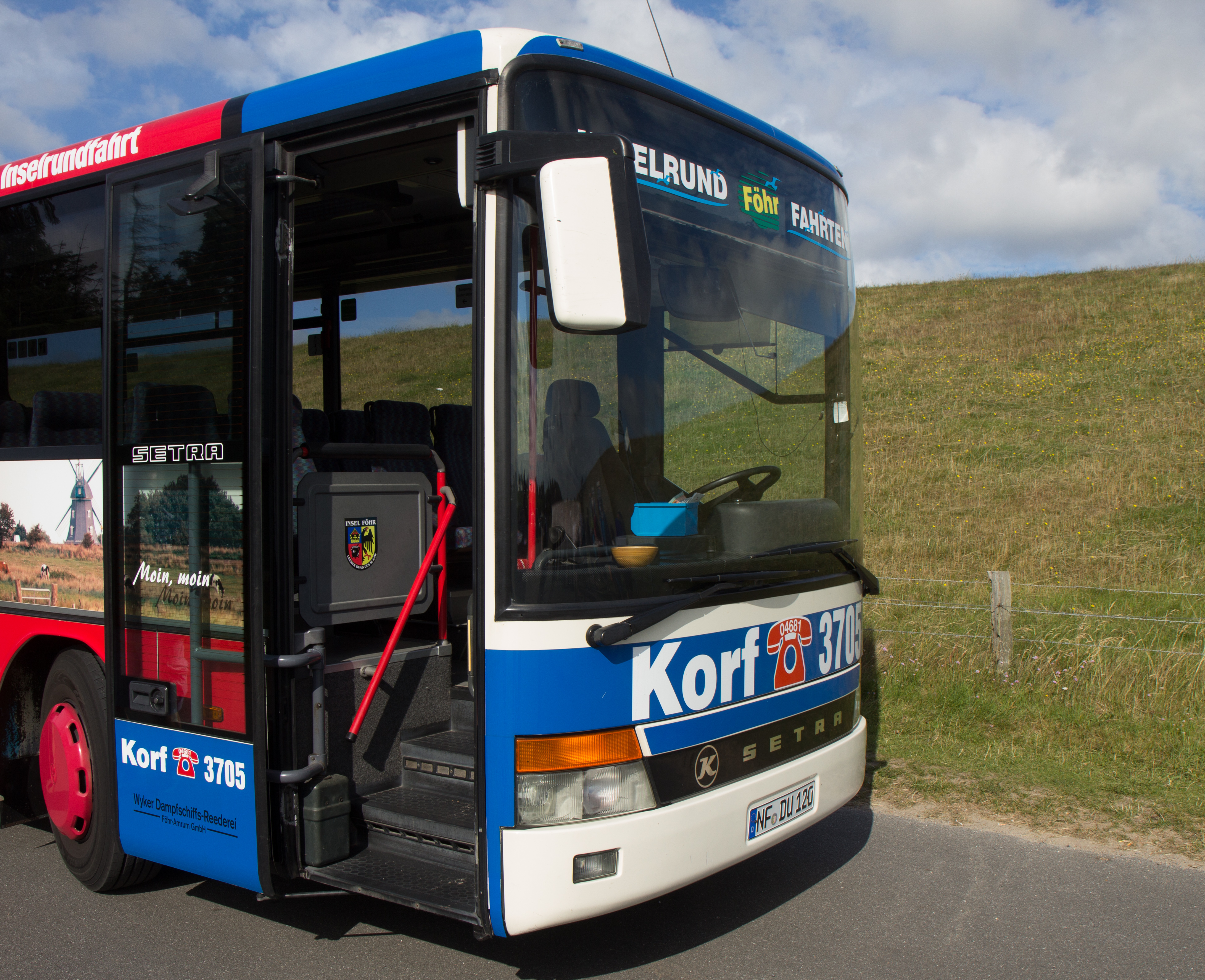
Omnibus der W.D.R. auf Föhr

Auf der Insel Föhr wird der Busverkehr auf den zwei gegenläufigen Ringlinien 1 und 2 durchgeführt, der alle Inseldörfer bedient. Schnellere Fahrten, die den Stadtbereich Wyk auslassen, verkehren als Linien 11 und 22. Diese führen auch den Schulverkehr zu den abgelegenen Aussiedlerhöfen im Norden der Insel durch. Dazu kommen im Sommer die zwei Ringlinien 3 und 4 im Stadtbereich von Wyk.

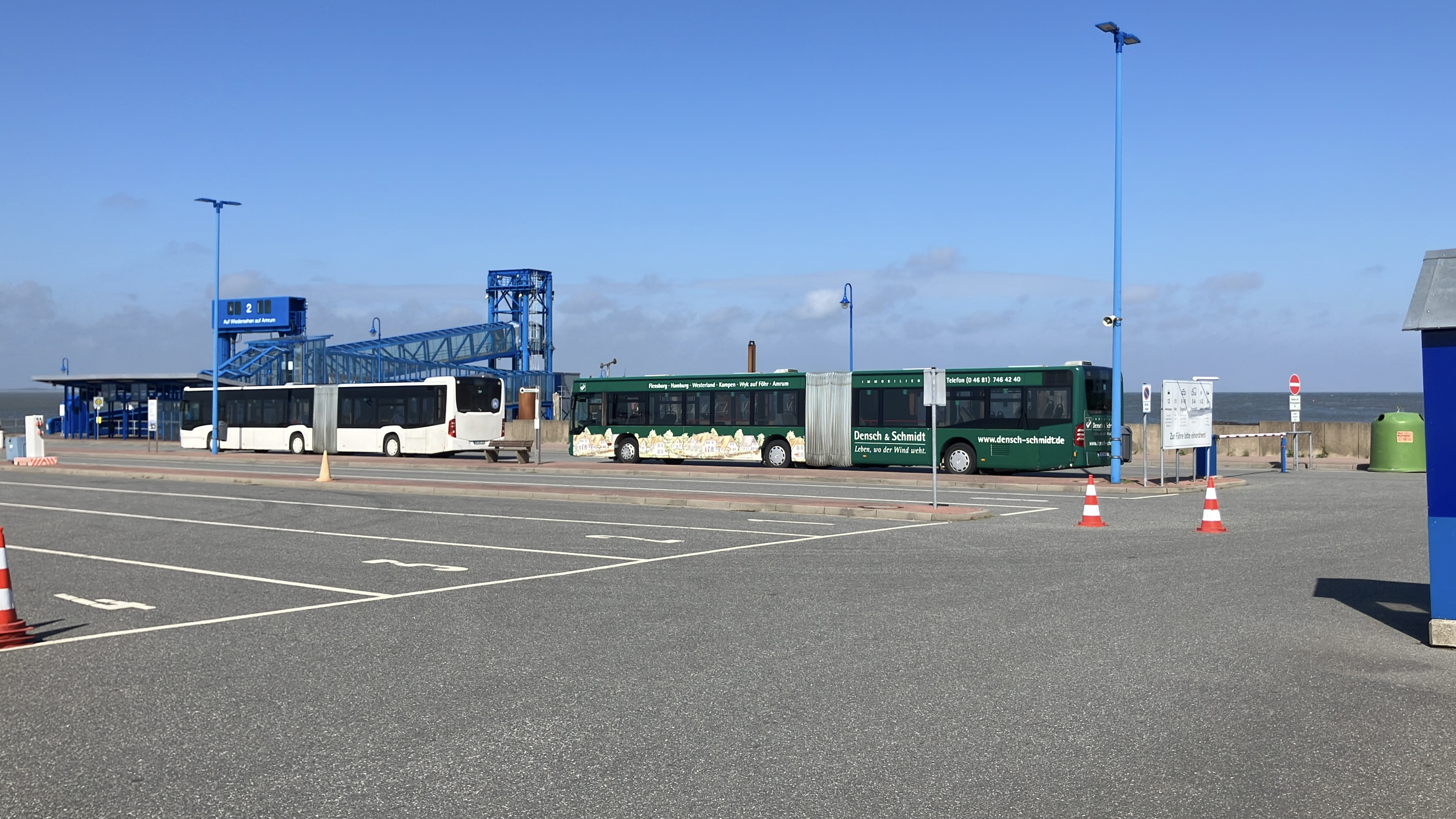
Zwei Busse von Mercedes-Benz auf dem Bus-Parkplatz am Fähranleger in Wittdün auf Amrum

Auf Amrum verkehrt nur eine Buslinie, intern als Linie 10 gekennzeichnet. Sie führt vom Fähranleger in Wittdün über Süddorf und Nebel bis zur Haltestelle Norddorf Mitte, von wo sie dann anschließend nach einem 10- bis 20-minütigen Aufenthalt – ohne Pause für den Busfahrer – über eine kleine „Schlaufe“ im Haltestellenverlauf wieder zurück nach Wittdün führt. Dort befinden sich dann Park- sowie Pausenplätze für die Busse.
Es gibt pro Tag auf der Linie 3 Schichten:
- Frühschicht:
  - ca. 5–13 Uhr
- Mittagsschicht (Verstärkerschicht)
  - ca. 10–17 Uhr
- Spätschicht
  - ca. 13–21 Uhr (Fr–So 14–23 Uhr)

Da die Inselschule auf Amrum abseits des Linienweges zwischen den Haltestellen Süddorf und Nebel Mühle liegt, wird sie lediglich zweimal (um 7:23 und 8:03 – jeweils nur aus Norddorf kommend) pro Schultag regulär im Fahrplan verzeichnet. Alle anderen Fahrten erfolgen außerfahrplanmäßig und verkehren als Sonderfahrten mit der Aufschrift „Schulbus“.
Seit Sommer 2024 gibt es in den Bussen automatisierte Haltestellenansagen.
Auf der Insel befinden sich im Normalbetrieb 4 Busse:
| Hersteller    | Modell   | Baujahr | Kennzeichen | Außenwerbung         |
| ------------- | -------- | ------- | ----------- | -------------------- |
| Mercedes-Benz | O530G II | 2009    | NF-WR 305   | Densch & Schmidt     |
| Mercedes-Benz | O530G C2 | 2019    | NF-WR 156   | Inselbäcker Claussen |
| Mercedes-Benz | O530G C2 | 2019    | NF-WR 157   | -                    |
| Mercedes-Benz | O530G C2 | 2019    | NF-WR 158   | Inselbäcker Claussen |

Auf Grund der stark saisonal geprägten Beförderungsnachfrage verkehren die Busse auf beiden Inseln in den Sommermonaten häufiger als im Winterhalbjahr.
Grundsätzlich ist auf Föhr und Amrum jede Fährankunft und -abfahrt mit dem Busverkehr vertaktet.

## Liste der Schiffe der W.D.R.
| Name                   | Schiffstyp                         | Vermessung (BRT/BRZ) | Stapellauf    | Einsatz bei der W.D.R. | Anmerkungen                                                                                                |
| ---------------------- | ---------------------------------- | -------------------- | ------------- | ---------------------- | --- |
| Nordfriesland (I)      | Dampfer                            | 54                   | 1885          | 1885–1890              | erstes im Auftrag der Reederei gebautes Schiff                                                             |
| Föhr et Dagebüll       | Dampfer                            | 12,6 tn.l.           | ca. 1834–1839 | 1885–1896              | ursprünglich Kanonenboot, durch Übernahme der Wyker Fährgenossenschaft erworben                            |
| Stephan                | Dampfer                            | 49                   | 1887          | 1887–1899              | |
| Hamburg                | Raddampfer                         | 102                  | 1866          | 1890–1899              | |
| Nordfriesland II       | Dampfer                            | 121                  | 1894          | 1894–1910              | |
| von Thielen            | Dampfer                            | 133                  | 1900          | 1900–1912              | |
| Wyck-Föhr              | Raddampfer                         | 74                   | 1878          | 1902–1907              | |
| Wyk-Föhr               | Dampfer                            | 85                   | 1944          | 1907–1938              | |
| Föhr-Amrum             | Dampfer                            | 211                  | 1908          | 1908–1946              | Bombenangriff am 26. Juni 1944, Tod des Kapitäns                                                           |
| Albert Ballin          | Motorschiff                        | 77                   | 1911          | 1911–1919              | |
| Föhr-Dagebüll          | Motorschiff                        | 99/164               | 1912          | 1912–1969              | 1935 Verlängerung um 3,4 m, ab 1951 Hilligenlei I, ab 1952 im Helgolandverkehr                             |
| Steffen-Heinrich       | Motorschiff                        | 33                   | 1925          | 1925–1940              | |
| Nordfriesland III      | Motorschiff                        | 285                  | 1927          | 1927–1963              | erstes W.D.R.-Schiff mit Pkw-Beförderung                                                                   |
| Kapitäne Christiansen  | Motorschiff                        | 160/?                | 1938          | 1938–1971              | ab 1945 Uthlande I, ab 1955 erneut Kapitäne Christiansen, 1958 um 6,8 m verlängert                         |
| Uthlande II            | Motorschiff                        | 334                  | 1955          | 1955–1968              | ab 1959 Orange Star, ab 1962 erneut Uthlande II, Einsatz auch im Helgolandverkehr                          |
| Schleswig-Holstein I   | Motorschiff                        | 351                  | 1958          | 1958–1970              | ab 1968 Uthlande III                                                                                       |
| Rüm Hart I             | Motorschiff                        | 373                  | 1959          | 1959–1982              | vor allem im Ausflugsverkehr, auch nach Helgoland                                                          |
| Pidder Lyng            | Autofähr- und Passagiermotorschiff | 296                  | 1962          | 1962–1971              | erstes RoRo-Schiff der W.D.R.                                                                              |
| Klaar Kiming           | Motorschiff                        | 433                  | 1964          | 1964–1999              | vor allem im Ausflugsverkehr, auch nach Helgoland                                                          |
| Nordfriesland IV       | Autofähr- und Passagiermotorschiff | 493                  | 1966          | 1966–1977              | |
| Insel Föhr             | Autofähr- und Passagiermotorschiff | 777                  | 1968          | 1968–1980              | |
| Störtebeker            | Motorschiff                        | 96/115               | 1969          | 1969–2009              | vor allem im Ausflugsverkehr, 1972 um 3,7 m verlängert                                                     |
| Insel Amrum            | Autofähr- und Passagiermotorschiff | 495                  | 1970          | 1970–2011              | 1977 Einbau eines Sonnendecks, ab 1. Januar 2012 als Insel Amrum mit Heimathafen Pellworm für die N.P.D.G. |
| Stadt Husum            | Motorschiff                        | 149                  | 1960          | 1971–1983              | durch Übernahme der ASAG erworben, planmäßig auf der Halliglinie                                           |
| Amrum                  | Autofähr- und Passagiermotorschiff | 212                  | 1968          | 1971–1992              | durch Übernahme der ASAG erworben, planmäßig auf der Halliglinie                                           |
| Delphin                | Motorschiff                        | 66                   | 1970          | 1971–1983              | Ausflugsschiff, seit 1983 als Eilun mit Heimathafen Wittdün                                                |
| Schleswig-Holstein II  | Autofähr- und Passagiermotorschiff | 823                  | 1972          | 1972–1987              | |
| Hilligenlei II         | Motorschiff                        | 249                  | 1970          | 1976–1983              | vor allem im Ausflugsverkehr                                                                               |
| Nordfriesland          | Autofähr- und Passagiermotorschiff | 924/999              | 1978          | 1978–1995              | 1987 um 9,9 m verlängert                                                                                   |
| Uthlande               | Autofähr- und Passagiermotorschiff | 923/ 1734 (BRZ)      | 1980          | 1980–2013              | 1986 um 9,9 m verlängert                                                                                   |
| Pidder Lyng II         | Motorschiff                        | 999                  | 1972          | 1981–2002              | vor allem im Helgolandverkehr                                                                              |
| Rüm Hart II            | Motorschiff                        | 105                  | 1969          | 1982–2014              | vor allem im Ausflugsverkehr, 2014 an Reederei Norden-Frisia verkauft                                      |
| Schleswig-Holstein III | Autofähr- und Passagiermotorschiff | 1743 (BRZ)           | 1988          | 1988–2011              | 2011 verkauft an Eigen Veerdienst Terschelling (EVT), in Fahrt als Spathoek                                |
| Hilligenlei            | Autofähr- und Passagiermotorschiff | 630 (BRZ)            | 1991          | 1991–2006              | planmäßig auf der Halliglinie, 2002 aufgelegt, 2006 verkauft an die AG Ems, in Fahrt als Groningerland     |
| Rungholt               | Autofähr- und Passagiermotorschiff | 2265 (BRZ)           | 1992          | 1992–2018              | 2018 außer Dienst gestellt; 2019 nach Griechenland verkauft                                                |
| Nordfriesland          | Autofähr- und Passagiermotorschiff | 2290 (BRZ)           | 1995          | seit 1995              | letztes von der Husumer Schiffswerft gebaute W.D.R.-Schiff                                                 |
| CAT No. 1              | Hochgeschwindigkeits- katamaran    | 963 (BRZ)            | 1999          | 1999–2006              | gemeinsam mit drei anderen Reedereien im Helgolandverkehr eingesetzt, Höchstgeschwindigkeit 40 Knoten      |
| Hilligenlei I          | Autofähr- und Passagiermotorschiff | 467 (BRZ)            | 1985          | seit 2002              | planmäßig auf der Halliglinie, seit 2010 Hilligenlei                                                       |
| Uthlande               | RoRo-Schiff mit offenem Frachtdeck | 3179 (BRZ)           | 2010          | seit 2010              | erste Doppelendfähre der W.D.R.                                                                            |
| Schleswig-Holstein     | RoRo-Schiff mit offenem Frachtdeck | 3202 BRZ             | 2011          | seit 2011              | Doppelendfähre                                                                                             |
| Norderaue              | RoRo-Schiff mit offenem Frachtdeck | 3318 BRZ             | 2018          | seit 2018              | Doppelendfähre; ersetzte die Rungholt                                                                      |

## Aktuelle Flotte der W.D.R.

### Schleswig-Holstein

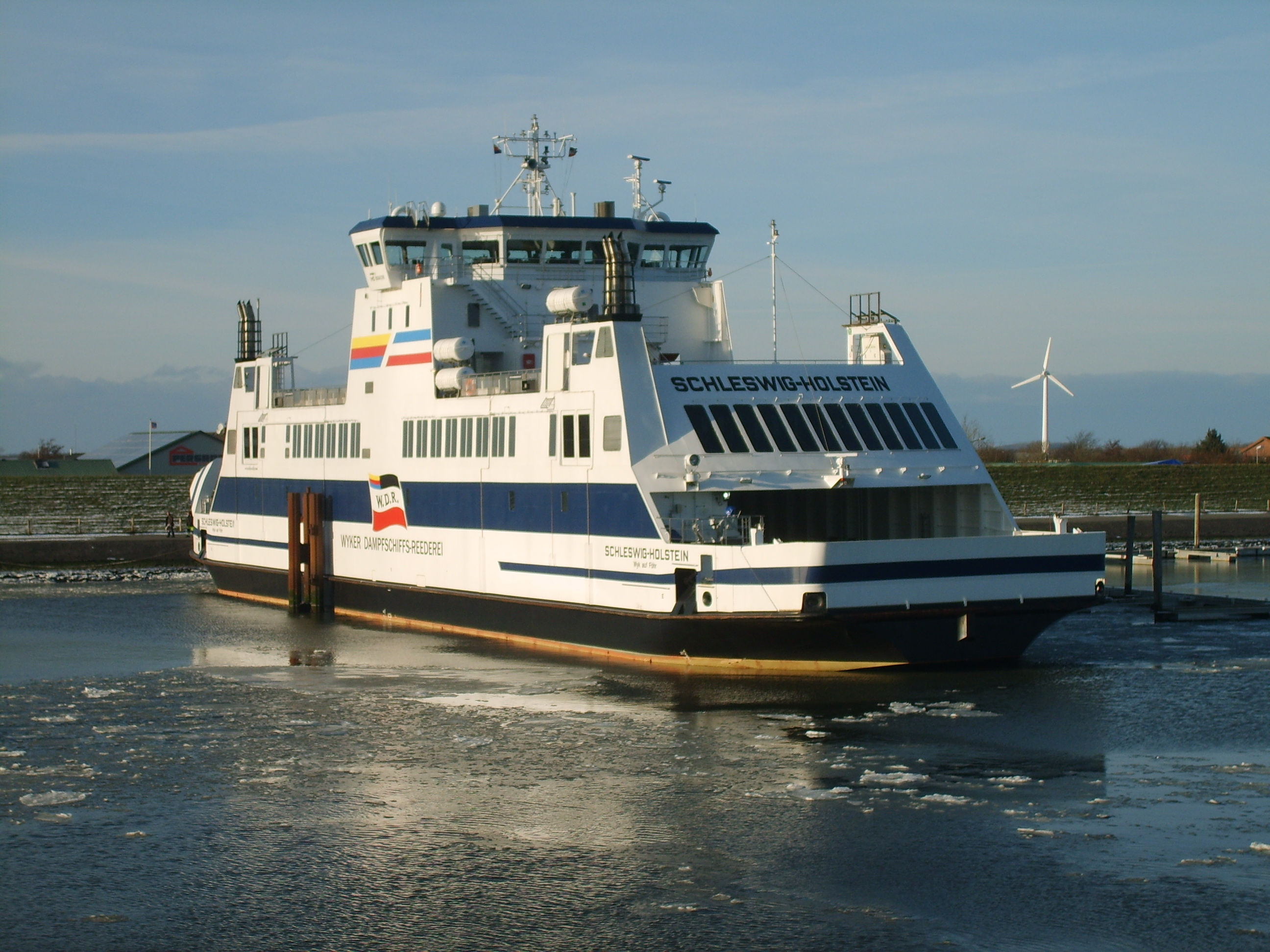
Die Schleswig-Holstein (IV)

Die Schleswig-Holstein (IV) wurde 2011 auf der Neptun Werft in Rostock gebaut. Sie ist die zweite Doppelendfähre der W.D.R. und kann wie ihr Schwesterschiff Uthlande (V) 1200 Fahrgäste (im Winter 650) und etwa 75 Pkw befördern. Die Schleswig-Holstein (IV) ist 75,88 m lang und 16,4 m breit, der Tiefgang beträgt im beladenen Zustand 1,75 m. Die Übergabe fand am 1. Dezember 2011 in Rostock statt. Das Schiff erreichte am 15. Dezember 2011 den Heimathafen Wyk auf Föhr und ist seit dem 20. Dezember 2011 auf der Föhr-Amrum-Linie im Einsatz. Die Taufe erfolgte am 30. Dezember 2011 in Wyk.

### Uthlande

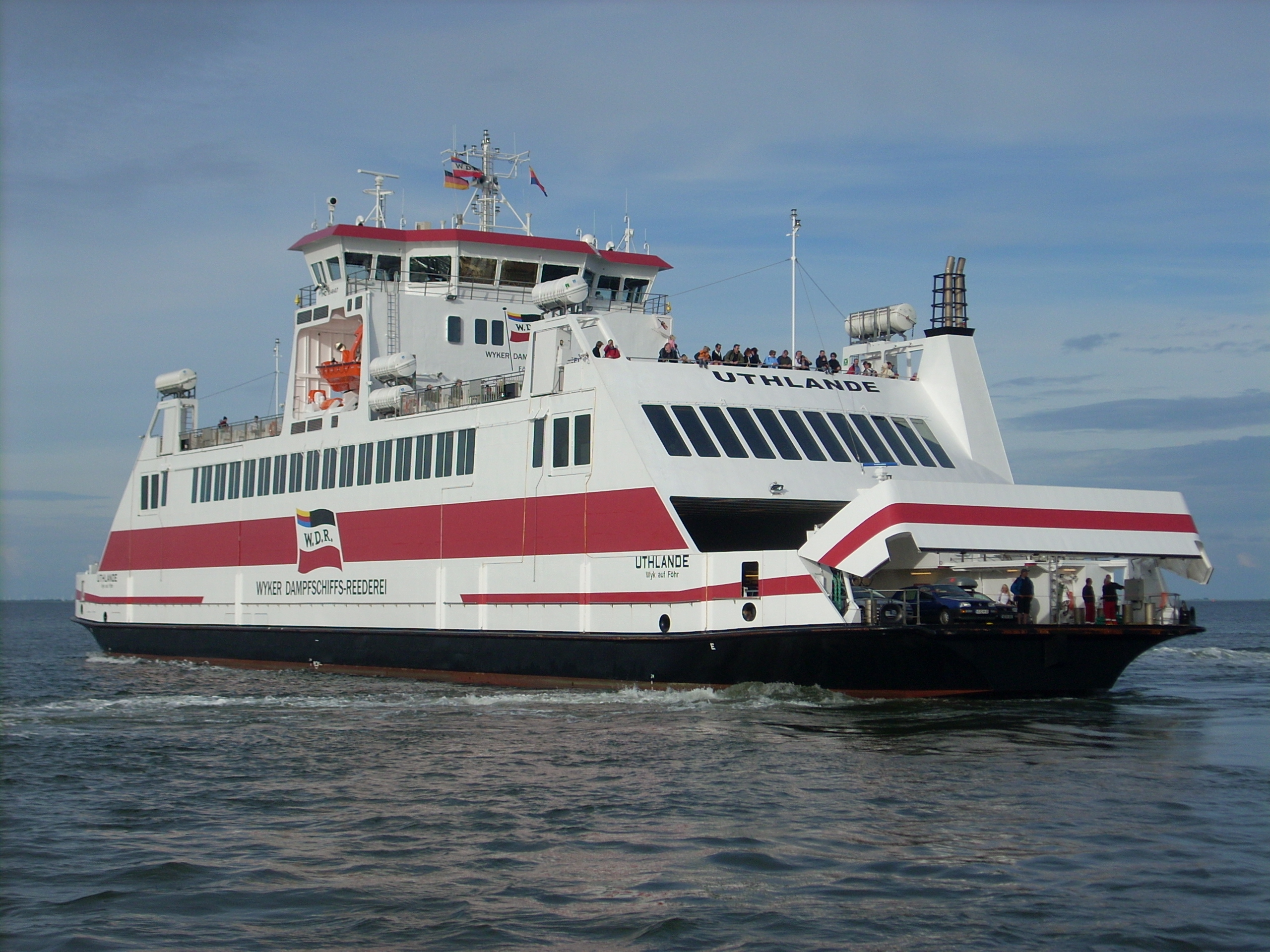
Die Uthlande (V)

Die Uthlande (V) wurde 2009/2010 auf der Sietas-Werft in Hamburg-Neuenfelde gebaut. Hierbei handelt es sich um den ersten Fährschiffsneubau für die W.D.R. seit 1995. Bei der Konstruktion handelt es sich um die erste Doppelendfähre der W.D.R. Die neue Uthlande wurde mit einem Voith-Schneider-Antrieb ausgelegt, so dass das zeitaufwändige Wenden in den Häfen entfällt. Die neue Fähre kann 1200 Fahrgäste (im Winter 650) und etwa 75 Pkw befördern. Sie ist 75,88 m lang und 16,4 m breit, der Tiefgang im beladenen Zustand beträgt 1,75 m.
Die Überführungsfahrt der Fähre von Hamburg fand am 4. und 5. Juni 2010 statt. Die Taufe erfolgte am 11. Juni 2010 in ihrem neuen Heimathafen Wyk auf Föhr. Seit dem 15. Juni 2010 wird die Uthlande fahrplanmäßig auf der Föhr-Amrum-Linie eingesetzt.

### Nordfriesland

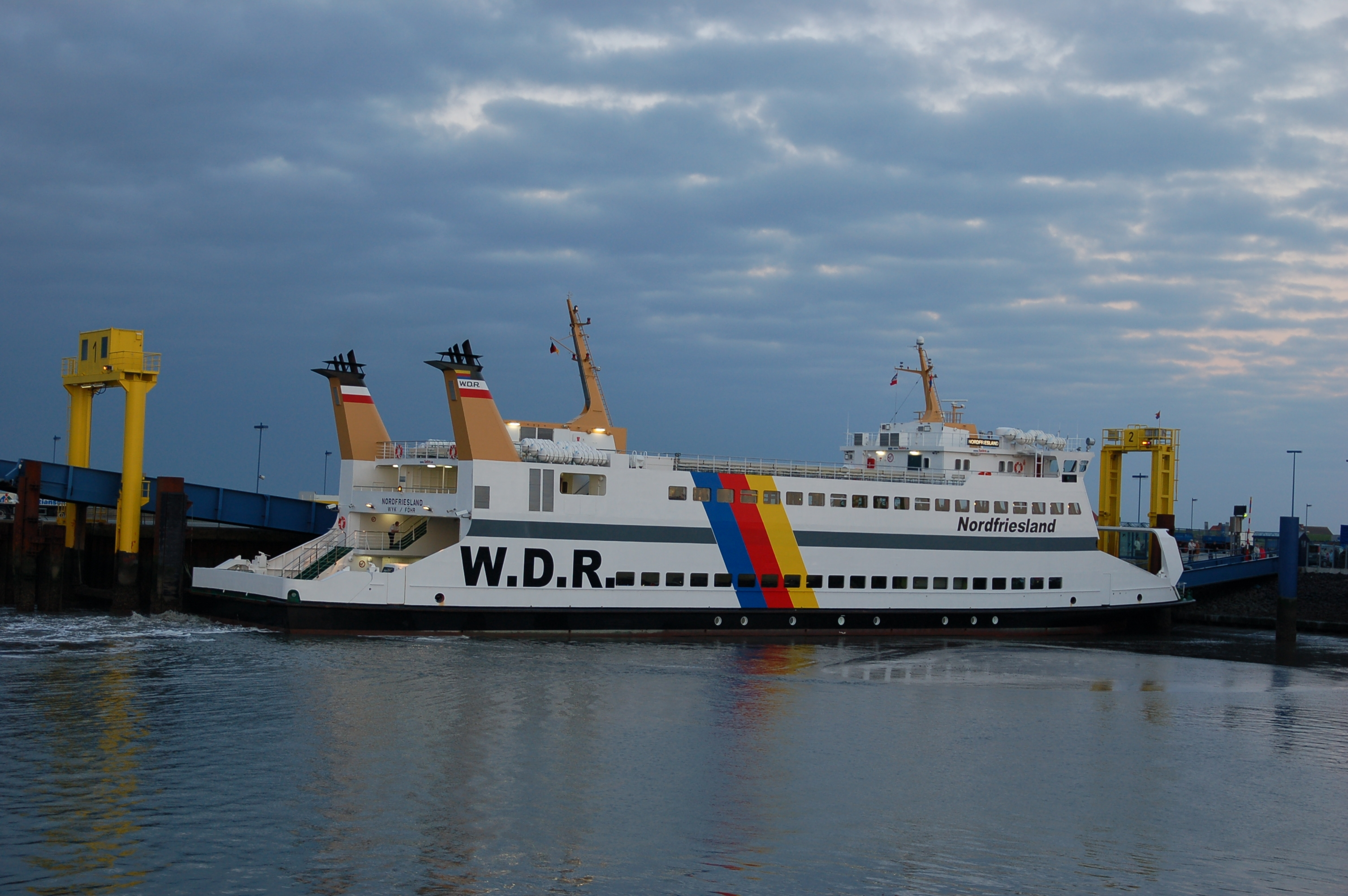
Die Nordfriesland (VI) in Dagebüll

Die Nordfriesland (VI) wurde 1995 in Husum gebaut. Namenspatron ist die Region Nordfriesland. Das Schiff ist 67,84 m lang, 15,4 m breit und hat einen Tiefgang von 1,9 m. Vermessen ist das Schiff mit 2287 BRZ. Die Tragfähigkeit beträgt 356 tdw, das Schiff kann bis zu 1190 Personen und 53 Pkw aufnehmen. Die Hauptmaschinen leisten 1920 kW (2600 PS), die das Schiff auf eine Geschwindigkeit von bis zu 12,5 Knoten (entspricht 23 km/h) beschleunigen.

### Hilligenlei

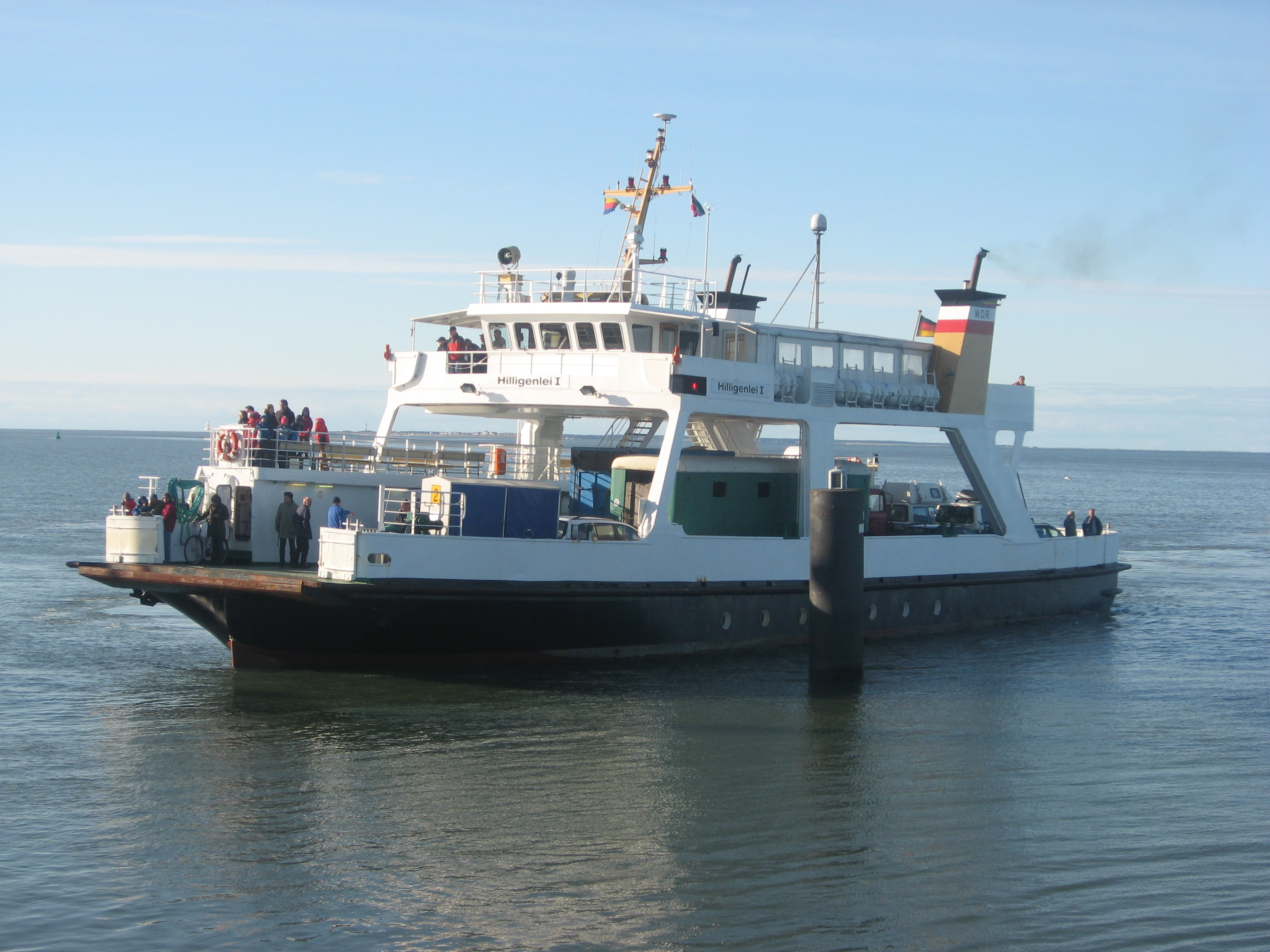
Die Hilligenlei

Die Hilligenlei (bis März 2010 Hilligenlei I) wurde 1985 in Husum für den Fährverkehr von Nordstrand nach Pellworm gebaut und war später für die Reederei Adler-Schiffe als „Duty-Free“-Schiff auf der Oder im Einsatz. 2002 übernahm die W.D.R. das Schiff als Nachfolger für die Hilligenlei, die nach längerer Aufliegezeit 2006 nach Emden verkauft wurde. Namenspatron ist die gleichnamige Warft auf der Hallig Langeneß. Das Schiff ist 38,3 m lang und mit 467 BRZ vermessen. Die Tragfähigkeit beträgt 115 tdw, das Schiff kann bis zu 300 Personen und 20 Pkw aufnehmen. Die Hauptmaschinen können das Schiff auf eine Geschwindigkeit von bis zu 10 Knoten (entspricht 19 km/h) beschleunigen. Die Hilligenlei wird im Linienverkehr auf der Halliglinie eingesetzt.

### Norderaue

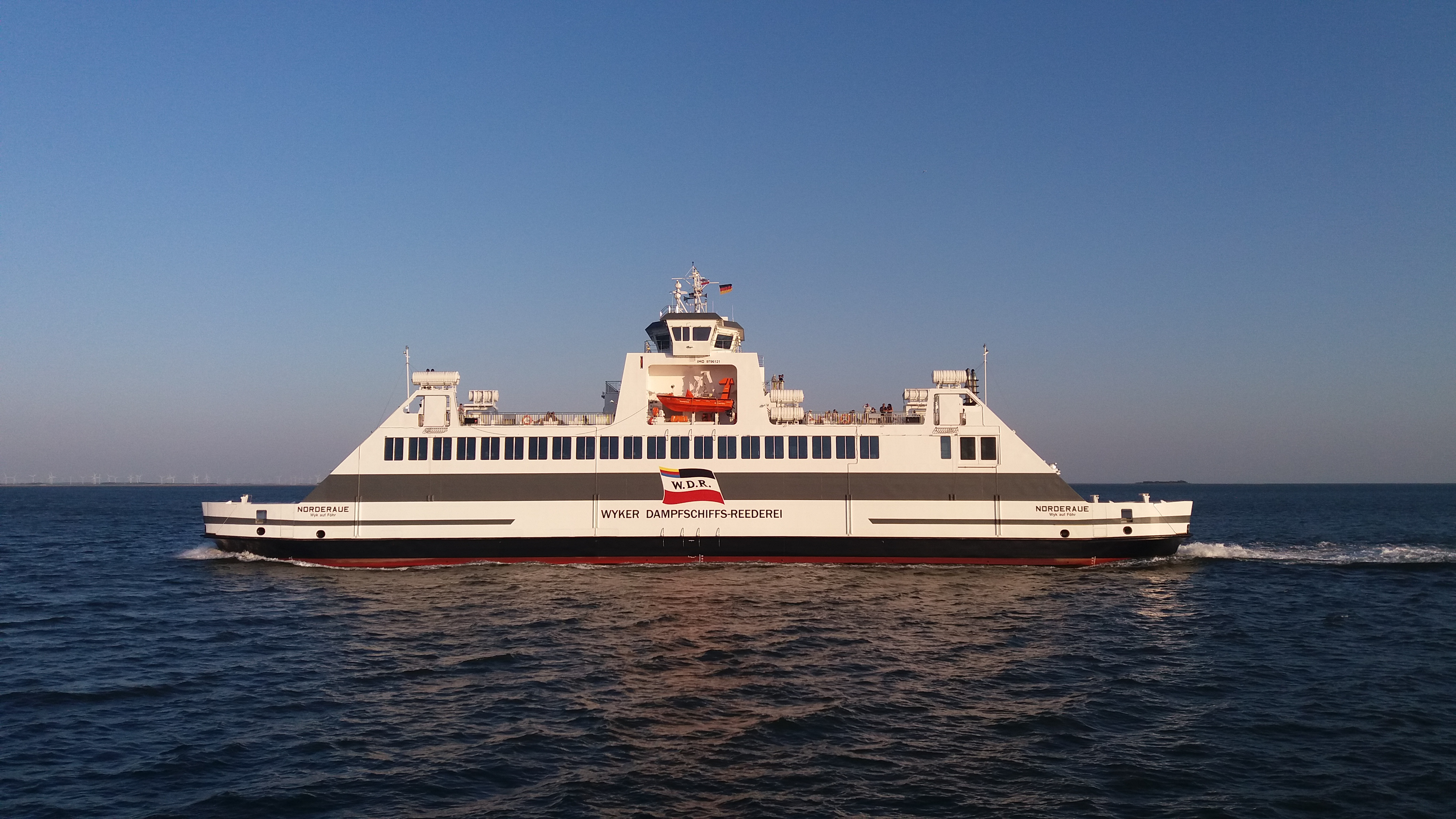
Die Norderaue

Die Norderaue ist die neueste Fähre der Reederei und wurde im Mai 2018 in Dienst gestellt. Sie ersetzte die 1992 gebaute Rungholt. Die Fähre wurde auf der Neptun-Werft in Rostock-Warnemünde gebaut. Wie ihre Schwesterschiffe Uthlande und Schleswig-Holstein ist das Schiff eine Doppelendfähre.

### Rüm Hart

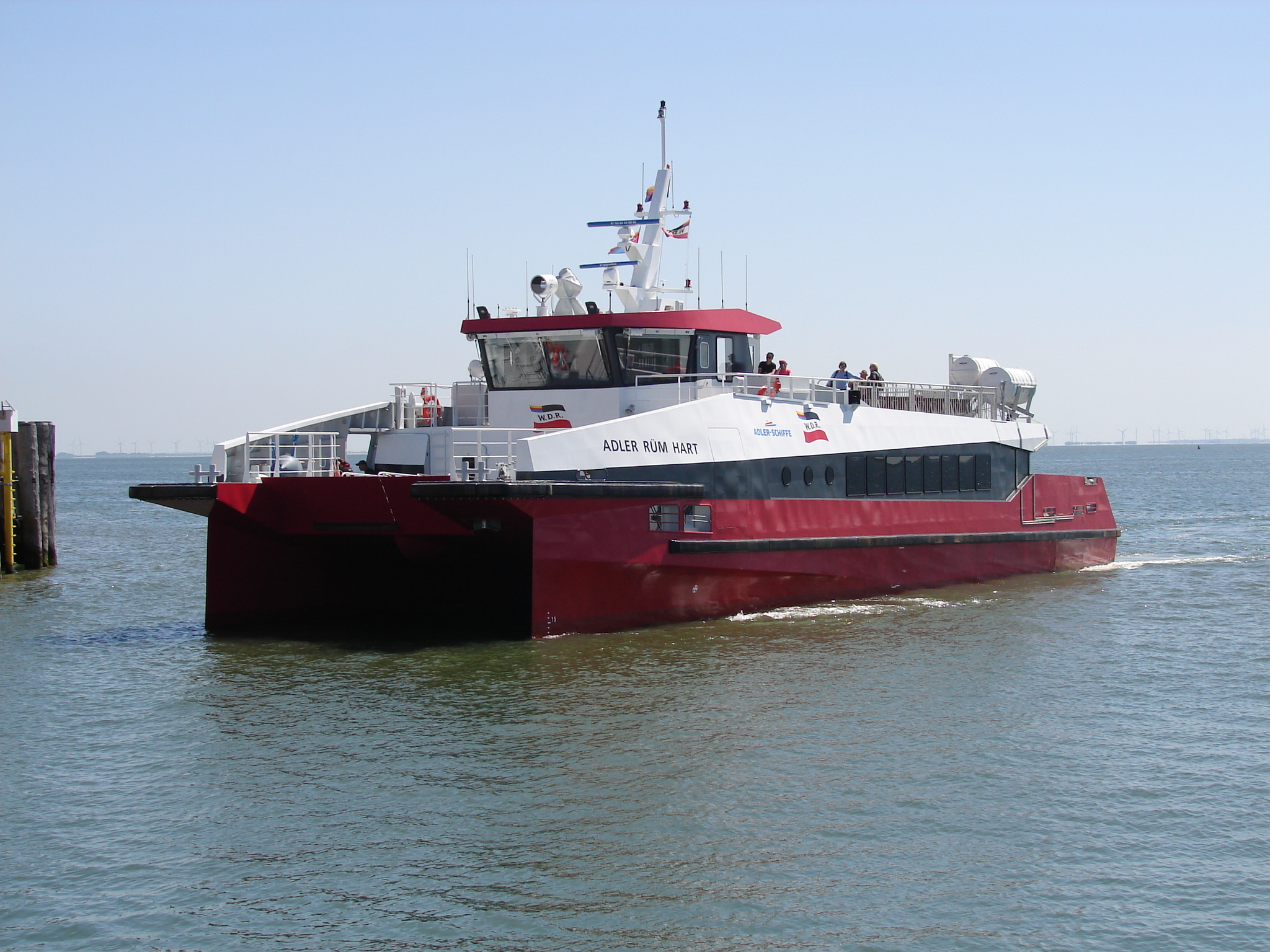
Die Adler Rüm Hart in Wyk auf Föhr

Der auf der niederländischen Werft TB Shipyards Harlingen gebaute Katamaran wurde im Mai 2019 abgeliefert. Das Schiff trägt wieder den Traditionsnamen Rüm Hart. Da es aber zunächst an die Reederei Adler-Schiffe verchartert ist, wurde es auf den Charternamen Adler Rüm Hart getauft.